# 몬자야키

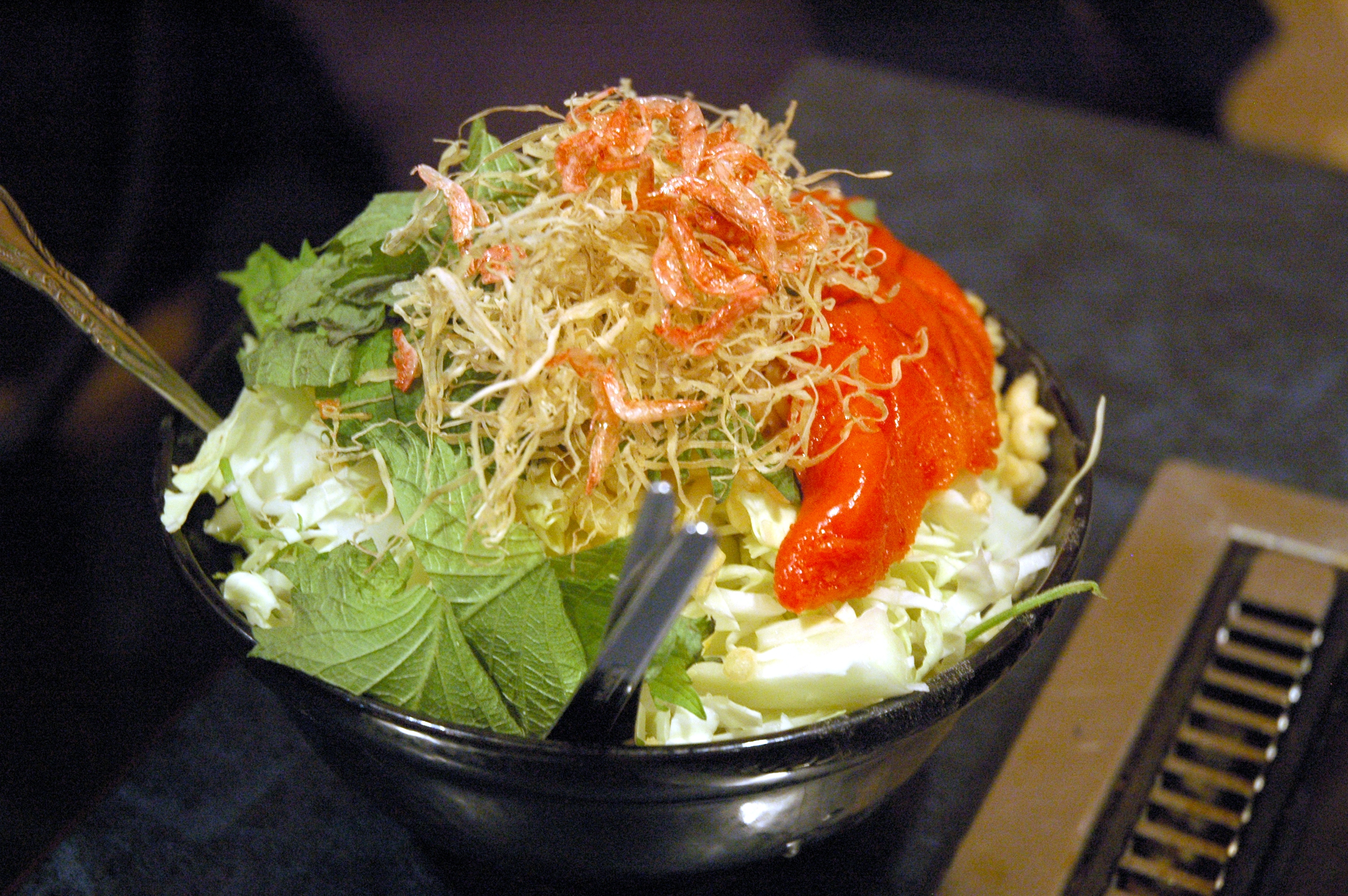
요리 전의 몬자야키

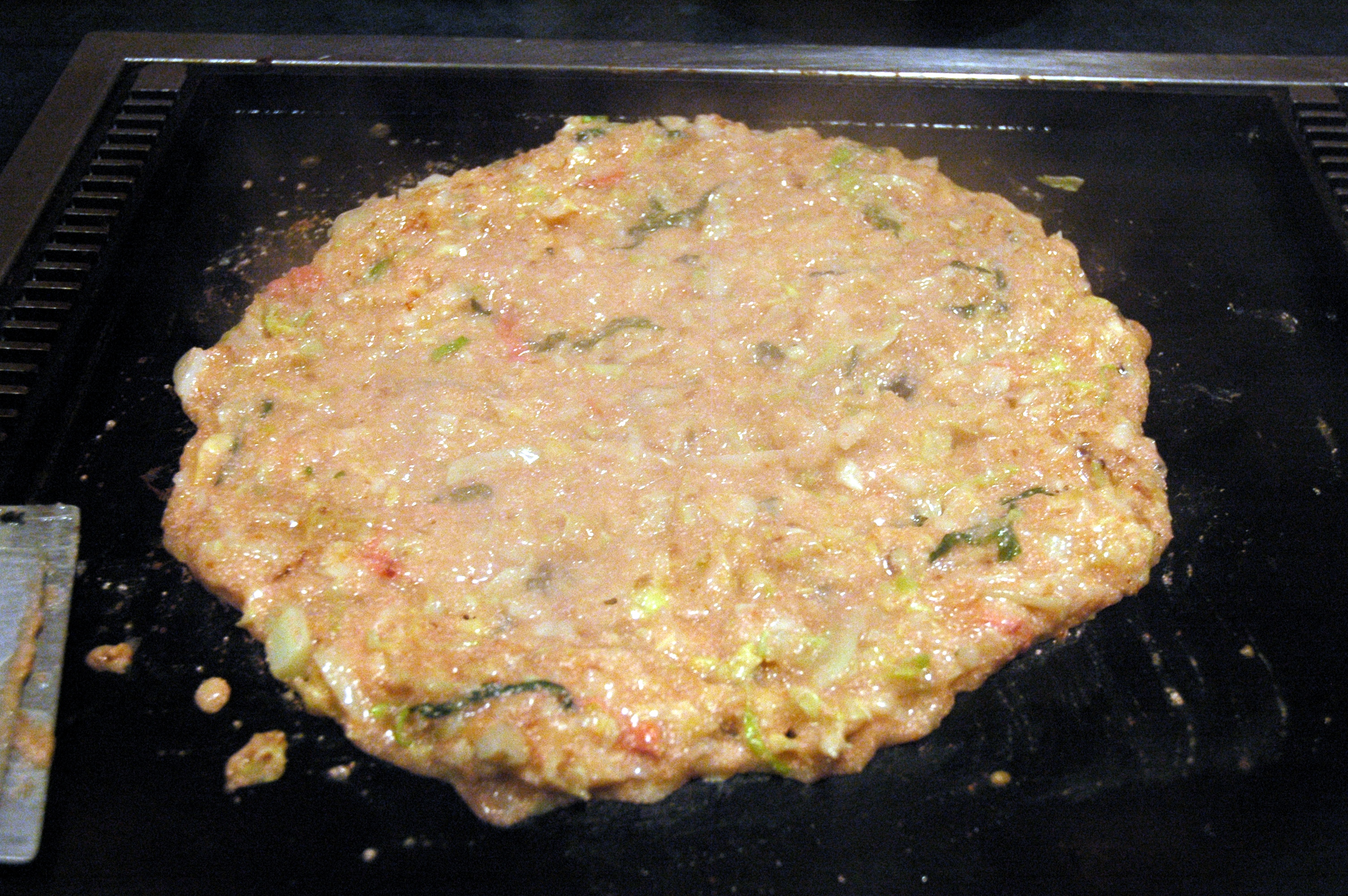
요리 후의 몬자야키

몬자야키(일본어: もんじゃ焼き)는 여러 가지 채소와 기타 해물 등을 넣고 철판에 반죽형태로 볶는 일본 요리이다. 오코노미야키와 유사하나 몬자야키는 주로 간토지방에서 유행하며 오코노미야키보다는 수분성분이 훨씬 많은 편이다. 유명한 몬자야키 음식점은 도쿄도 주오구의 쓰키시마 지구에 몰려있다.

## 같이 보기
- 일본 요리
- 뎃판야키
- 오코노미야키